# Arthington Worsley
Arthington Worsley (Marylebone, Londres, 9 de dezembro de 1861 – Middlesex, 13 de janeiro de 1944) foi um botânico, explorador e engenheiro civil britânico, que realizou extensas expedições botânicas na América do Sul. Ele também jogou duas partidas de críquete de primeira classe pelo Marylebone Cricket Club, jogando uma vez em 1888 e 1890, respectivamente.

## Prêmios
1937. Medalha Herbert.

## Epônimos
- (Amaryllidaceae) Worsleya (Traub) Traub 1944 [1]

## Publicações
- Worsley, Arthington (1895), Notes on the Distribution of the Amaryllideae and of Certain Liliaceous, Irideous and Other Plants in Grand Canary, Cuba, Jamaica, and Venezuela: With an Enumberation of Species
- Worsley, Arthington (2012). The Genus Hippeastrum: A Monograph ... [S.l.]: Nabu Press. ISBN 978-1-277-39963-9 originally published 1896
- 1907. Concepts of monism. Ed. London : T. Fisher Unwin. xv + 356 pp.